# Dai Dower
Dai Dower OBE (Abercynon, Wales, 20 juni 1933 – 1 augustus 2016) was een Welsh bokser.

## Biografie
Dower nam deel aan de Olympische Zomerspelen 1952 waar hij de derde ronde bereikte in de categorie onder 52 kg. In 1953 werd hij professioneel bokser. Zijn eerste kamp tegen Vernon John won hij op technische knock-out. Na twintig zeges kreeg Dower zijn eerste kans op een titelgevecht. Op 19 oktober 1954 versloeg hij de Zuid-Afrikaan Jake Tuli en werd zo kampioen van het Britse Rijk. In 1955 werd hij Brits kampioen in de categorie onder 52 kg door Eric Marsden te verslaan.
Later dat jaar werd Dower Europees kampioen door de Italiaan Nazzareno Gianelli te verslaan op punten. Dower leed zijn eerste nederlaag als professioneel bokser in 1957 in een titelgevecht om de Europese titel tegen de Spanjaard Young Martin. Op 30 maart 1957 bokste Dower tegen wereldkampioen Pascual Perez. Hij verloor reeds in de eerste ronde van de Argentijn. Dower bokste nog tweemaal na deze nederlaag. Hij verdedigde zijn Britse titel niet meer. 
Dower verbond zich later aan de universiteit van Bournemouth, waar hij 21 jaar lang de sporttak leidde. 
Hij overleed in 2016 op 83-jarige leeftijd.